# 大原室子
大原 室子（おおはら の むろこ、生年不明 - 延暦8年10月29日（789年11月21日））は、奈良時代後期の女官。姓は真人。官位は従四位下・命婦。

## 出自
聖武朝の天平11年（739年）4月の、高安王らが前年10月29日の上表文により大原真人姓を授かられ、臣籍降下した際、一族の今城・宿奈麻呂らとともに臣籍降下したと想定される。あるいは、天平11年以後の生まれか。

## 生涯
光仁朝の宝亀4年（773年）閏11月、無位から従五位下に叙され、この頃に後宮に出仕したものと推定される。父親の大原高安が 天平14年12月19日（743年1月19日）になくなっていることから鑑みて、かなり遅い出仕であったものと思われる。
桓武朝の天応2年（782年）6月、正五位下。延暦2年（783年）には正四位上藤原教貴・紀宮子・平群邑刀自・藤原産子、正四位下の藤原諸姉に次ぐ従四位下に昇進し、後宮での地位を高めてきたが、それ以上の昇叙はなく、延暦8年（789年）10月に卒去。この時、「命婦」と記されている。

## 官歴
注記のないものは『続日本紀』による。
- 天平11年（739年） 4月3日：臣籍降下？（大原真人姓）
- 宝亀4年（773年）閏11月27日：従五位下
- 天応2年（782年）6月17日：正五位下
- 延暦2年（783年）2月5日：従四位下
- 時期不詳：命婦
- 延暦8年（789年）10月29日：卒去